# Rummu (Kuusalu)
Rummu – wieś w Estonii, w prowincji Harju, w gminie Kuusalu.